# 錫亞萊斯
錫亞萊斯（西班牙語：Ciales）是波多黎各的城鎮，位於該島中部，始建於1820年6月24日，面積172平方公里，主要經濟活動有農業和畜牧業，2010年人口18,782，人口密度每平方公里110人。